# Van Buren County (Arkansas)
Van Buren County is een county in de Amerikaanse staat Arkansas.
De county heeft een landoppervlakte van 1.843 km² en telt 16.192 inwoners (volkstelling 2000). De hoofdplaats is Clinton.